# Helmut Schinkel
Helmut Schinkel (* 14. Oktober 1902 in Kosten, Provinz Posen; † 21. Mai 1946 in Ropca, Sowjetunion) war ein deutsch-sowjetischer Reformpädagoge und Schulleiter, Mitglied der Kommunistischen Partei Deutschlands und Opfer des Großen Terrors in der Sowjetunion.

## Leben
Schinkel wuchs als Sohn eines sozialdemokratisch orientierten Eisenbahners ab 1904 in Brandenburg auf. Bis 1918 besuchte er die Mittelschule, dann für ein Jahr eine Präparandenanstalt und von 1919 bis 1922 das Volksschullehrerseminar in Kyritz, deren Lehrer ihn mit reformpädagogischen Ideen vertraut machten. Mit anderen Seminarschülern schloss er sich 1919/1920 einer Gruppe der Jugendbewegung Wandervogel an. Unter dem Einfluss von Max Herm, dem er 1919 begegnet war, wurde er 1920 Mitglied der Kommunistischen Jugend Deutschlands. 1922 trat er der Kommunistischen Partei Deutschlands (KPD) bei. In einer Hospitationsstelle als Lehrer in Brandenburg, die er nach einiger Zeit als Bauarbeiter gefunden hatte, trat er für seine reformpädagogischen Ideen ein. In seinem Unterricht versuchte er die Schüler zu freiwilliger Mitarbeit zu motivieren. Darüber hinaus engagierte er sich in der Freizeitgestaltung der Kinder, indem er Gruppen leitete, in denen etwa Kinder- und Arbeiterlieder gesungen wurden. Nachdem er im Beruf und auf öffentlichen Kundgebungen für den Kommunismus geworben hatte, wurde er 1924 aus dem Schuldienst entlassen.
Daraufhin arbeitete er eine Zeit in einer Chemiefabrik in Leuna, ehe er im August 1924 in der Künstlerkolonie Worpswede als Lehrer und Leiter des Arbeiterkinderheims Barkenhoff der Roten Hilfe Deutschlands eine Anstellung fand. Dort lernte er den Künstler Heinrich Vogeler kennen und bekam Gelegenheit, „reformpädagogische Grundsätze mit den kommunistischen/sozialistischen Ideen der sozialen Gerechtigkeit und Solidarität“ zu verbinden. Bei seiner pädagogischen Arbeit spielte auch hier die Freizeitgestaltung der Kinder durch Spiele, Theater und Gesang eine große Rolle. Dabei entstandene Konzepte seiner „modernen proletarischen Erziehungstheorie“ veröffentlichte er 1931 in der Schrift Proletarisches Spielbuch. Während seiner Arbeit in Worpswede, die bis Dezember 1925 dauerte, kamen zehn Transporte mit insgesamt 278 Kindern an, die sich dort jeweils für zwei Monate erholen sollten. Viele von ihnen waren unterernährt und lungenkrank und litten unter Rachitis. Einige von ihnen hatten Väter, die bei der Novemberrevolution umgekommen waren oder in Haft saßen.
Im Januar 1926 ging Schinkel nach Berlin, um an anderen Schulen reformpädagogisch zu arbeiten, wohl auch an der Schule in der Rütlistraße, die er schon als Seminarist kennengelernt hatte. Im Auftrag des Jung-Spartakus-Bundes, für den er sich ehrenamtlich engagierte, organisierte er Kinderfreizeiten und Ferienlager. Auch betätigte er sich als Redakteur des KPD-Kinderorgans Die Trommel. 1927 gründete er die Berliner Agitprop-Kindergruppe Rote Trommler. Im April 1929 delegierte ihn die KPD als Funktionär nach Moskau, in das „Internationale Kinderbüro“, eine Organisation der Kommunistischen Jugendinternationale (KJI), wo er Seminare für Pionierleiter kommunistischer Ferienlager gab. Im Sommer 1930 organisierte er das „Internationale Kindertreffen“ der KJI in Berlin, ehe er im September desselben Jahres  einziger Lehrer an einer deutschsprachigen Schule in dem sowjetischen Nordkaukasus-Dorf Wannowka wurde.
Bereits nach einem Jahr ging er wieder nach Moskau, wo seine Frau Lena die Tochter Tamara gebar und wo er ein Studium an der Akademie für kommunistische Erziehung begann. Weil das Stipendium nicht reichte, um seine Familie zu finanzieren, brach er das Studium im Januar 1932 ab. Er bewarb sich sodann als Schulleiter an der Karl-Liebknecht-Schule in Moskau. Nachdem er dort zunächst abgelehnt worden war, erhielt er im September 1932 die Stelle. Sein Direktorat, das bis September 1934 währte, wurde als „Blütezeit“ der Schule beschrieben.
Da sein reformpädagogischer Ansatz nicht mehr gefördert wurde, verließ er die Schule nach zwei Jahren, um an der Kommunistischen Universität der nationalen Minderheiten des Westens zu studieren. In der stalinistisch geprägten Atmosphäre dieses Instituts stieß seine Persönlichkeit auf Kritik. In einer Beurteilung der Universität vom 3. Mai 1936 heißt es:

„Gen. Schinkel ist parteilich, diszipliniert. Im Parteileben der Gruppe nicht genügend aktiv. Spielte als ältester Genosse keine führende Rolle. Keine richtige Einstellung zur Selbstkritik. Abweichungen wurden nicht bemerkt.  Nimmt am gesellschaftlichen Leben aktiv teil. Mitarbeiter für Literatur im nationalen Kabinett. Begabter Genosse. Nahm das Studium nicht immer ernst. Hat sich erst in letzter Zeit gebessert. Gute Studienergebnisse. Empfohlen wird die Delegierung zum Studium der westlichen Literatur, kann aber auch als Lehrer an der 10-Klassen-Schule eingesetzt werden.“

1936 nahm Schinkel mit seiner Frau die sowjetische Staatsbürgerschaft an. Für ihn kam eine Rückkehr ins nationalsozialistische Deutschland, das ihn als KPD-Mitglied verfolgt hätte, ohnehin nicht in Betracht. Allerdings hatten sich auch die Bedingungen in der Sowjetunion bald weiter verschlimmert. Als er zuletzt in Saratow (Wolgadeutsche Republik) als Lehrer arbeitete, geriet er in den Fokus der politischen Geheimpolizei des NKWD. Am 5. Juli 1937 wurde er unter dem Vorwurf, „Mitglied einer konterrevolutionären faschistischen Gruppe“ zu sein, verhaftet und verhört. Trotz Unschuldsbeteuerungen verurteilte ihn ein Gericht am 20. November 1937 zu acht Jahren Lagerverbannung. Über Moskauer Freunde erfuhr seine Frau erst im Dezember 1944 seinen Aufenthaltsort in einem Lazarett der Siedlung Ropca im Nordosten des europäischen Teils der Sowjetunion, wo er wegen völliger Entkräftung untergebracht war. Dort verstarb er am 21. Mai 1946. Am 10. November 1956 wurde er rehabilitiert.